# Sound by iLL
『Sound by iLL』（サウンド バイ イル）は、iLLの1枚目のアルバム。2006年5月31日発売。

## 解説
スーパーカーの解散後、中村弘二のiLL名義で初となるアルバム。
全曲歌の無いインストゥルメンタル作品となっている。
初回生産限定盤には、トータルアートワークを手がける宇川直宏とのコラボレーションDVD「iLL×Ukawa Naohiro」が付属した。
“普通に見ているモノの視点を変えて、異質なモノ、異様なモノに見せる”とのアイディアを映像化したもの。

## 収録曲
（全作曲：koji nakamura）
1. Soundrug - 2:00
2. I LOVE YOU - 6:06
コラージュミュージックに対して、「ビートや小節数等の制約の中でコラージュするのはもったいない」との考えからそれらを取り払って作られた。中村はこの曲を作ることができた事でiLLとしての足掛かりができたと語っている。
3. Thunderbolt Joe - 3:28
4. ATOM - 4:45
5. Hal program - 3:07
2001年宇宙の旅のハルをイメージした楽曲。
6. Child Crash!!! - 1:49
7. Metal on Metal - 4:01
当初はbpmが180程もあったが、金属的なドラムンベースになってしまったということで最終的に130近くまで下げられた。
8. Holy spirit - 2:21
9. Flying Sausor - 4:25
10. Summer festival'97 - 4:15
11. Time paradox - 3:49
3～4時間で完成した楽曲で、中村がアルバムで最も好きなトラックに挙げる。
12. Last sunset - 3:53

## DVD
「iLL×Ukawa Naohiro」